# Dicranoptycha machidana
Dicranoptycha machidana är en tvåvingeart som beskrevs av Alexander 1932. Dicranoptycha machidana ingår i släktet Dicranoptycha och familjen småharkrankar. Inga underarter finns listade i Catalogue of Life.